# Recensement de population au Bangladesh
Au Bangladesh, les recensements sont organisés par Bangladesh Bureau of Statistics (BBS). Les informations récoltées permettent de connaître pour tous les districts et les upazilas ainsi que les principales villes la taille de la population, la distribution selon l'âge et le sexe, le statut marital, la population active, le taux d'illettrisme, la religion, le nombre d'enfants, etc.
Le premier recensement a eu lieu en 1974 puis à intervalle régulier en 1981, 1991 et 2001.